# Leles (Slowakije)
Leles (Hongaars: Lelesz) is een Slowaakse gemeente in de regio Košice, en maakt deel uit van het district Trebišov.
Leles telt 1.805 inwoners.